# イギリス鉄道387形電車
387系電車（Class 387）は、ボンバルディア・トランスポーテーションがエレクトロスターシリーズの一部として製造したイギリスの電車である。

## 概要
2014年12月からテムズリンクにて運用が開始された。現在、グレート・ウェスタン・レールウェイ、テムズリンク（ゴヴィア・テムズリンク・レールウェイ）、c2c、ヒースロー・エクスプレスにて運用されている。
1999年から2017年までの18年間製造し続けられたエレクトロスターの最後の形式である。
 ウィキメディア・コモンズには、イギリス鉄道387形電車に関するカテゴリがあります。